# Zitadelle Mainz
Die Mainzer Zitadelle liegt auf dem Jakobsberg am Rand der heutigen Altstadt und in unmittelbarer Nähe des Bahnhofs Römisches Theater. Das Festungswerk wurde in seiner heutigen Form um 1660 errichtet und war Bestandteil der Festung Mainz.

## Geschichte
Der Jakobsberg, auf dem die Zitadelle errichtet wurde, war seit seiner Gründung 1050 Standort des Benediktinerklosters St. Jakob. Auf halber Höhe lag das Bühnentheater des römischen Mogontiacum, das zum damaligen Zeitpunkt noch in Resten sichtbar war. Der Jakobsberg war nicht in den Ring der Stadtmauer eingeschlossen und nur sehr leicht umwallt. Diese Lage unmittelbar vor den Toren der Stadt ließ eine strategische Lücke offen, da ein Angreifer den Hügel für einen Einfall nach Mainz hinein oder für eine Beschießung hätte nutzen können. Der Bau der „Schweickhardtsburg“ unter Leitung des Domkapitulars Adolph von Waldenburg in den Jahren 1620–29 schloss diese Lücke vorerst ab und verband den Hügel mit der Stadtbefestigung. Den Namen bekam die fünfeckige, unregelmäßige Wehranlage vom Bauherrn, dem Mainzer Kurfürsten Johann Schweikhard von Cronberg.
1655 veranlasste Kurfürst Johann Philipp von Schönborn die Umwallung der gesamten Stadt Mainz mit Bastionen. Im Zuge dieses Festungsbaus wurde die zuvor als Erdwerk ausgeführte Schweickhardtsburg zur regelmäßigen, viereckigen Zitadelle mit steinernen Fronten, wie wir sie heute kennen, ausgebaut. Das Jakobskloster und den auf der Bastion Drusus stehenden Drususstein ließ man innerhalb der Festungsanlage unberührt stehen.
Im 19. Jahrhundert waren an den Bastionen der Zitadelle folgende Jahreszahlen zu sehen, die auf die jeweilige Fertigstellung hinwiesen: Die Bastionen Germanicus (Süden) und Alarm (Osten) trugen die Jahreszahlen 1659. Die Bastion Tacitus (Norden) die Zahl 1661. Das Festungstor in der Kurtine auf der Nordostseite zwischen Germanicus und Alarm trägt noch heute die Jahreszahl 1660.
Über dem zur Stadt hin liegenden Tor wurde 1696 unter Kurfürst Lothar Franz von Schönborn ein Bau für den Festungskommandanten errichtet. Die schon seit 1660 bestehende Toranlage von Antonio Petrini wurde dabei geschickt in den Neubau integriert. Im Inneren der Zitadelle stand bis zur Belagerung von Mainz (1793) noch das Jakobskloster, das durch den starken Beschuss aber größtenteils zerstört wurde. Der stehen gebliebene Abts- und Fremdenbau wurde fortan nur noch militärisch genutzt. Im Südteil des Hofes war ein barocker Garten angelegt, der noch auf einem Plan von 1804 zu sehen ist.
Von Mai bis Oktober 1813 diente sie auch als Station der optischen Telegrafenstrecke nach Metz.
Als nach den Befreiungskriegen Mainz 1816 Festung des Deutschen Bundes wurde, zogen Preußen und Österreicher in die Zitadelle ein und nutzten sie als Kaserne. Zu diesem Zweck errichteten die Österreicher 1861 die damals bombensichere Citadellkaserne; als Kasino und Küche diente der kleine Bau neben ihr.

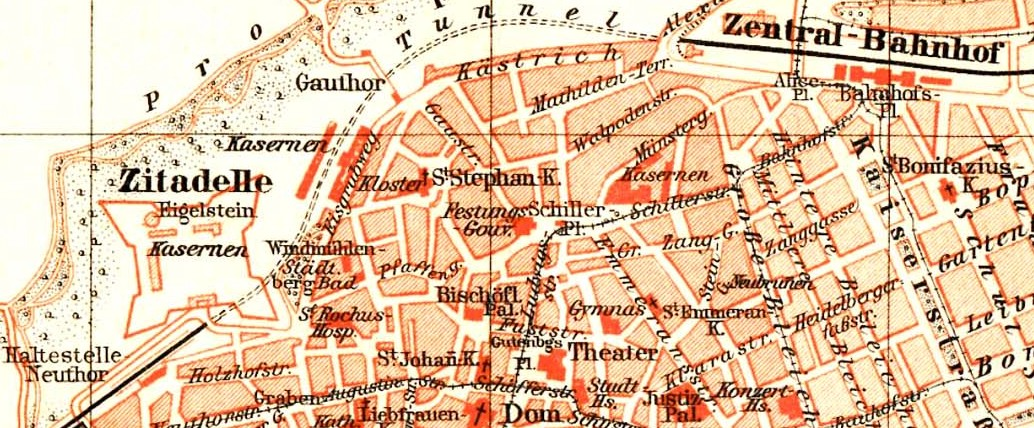
Lage der Zitadelle auf einer Landkarte von 1898

Auf der Zitadelle wurde noch 1914 die Doppelkompaniekaserne gebaut; dafür mussten die letzten Überreste des Klosters weichen. Allerdings wurden zahlreiche Architekturelemente des Abts- und Fremdenbaus in den Kasernenbau integriert. Während des Ersten Weltkrieges und des Zweiten Weltkrieges diente die Zitadelle als Kriegsgefangenenlager. 1940 bis gegen Kriegsende war dort das Offizierslager ('Oflag') XII B.
Mit dem Friedensvertrag von Versailles von 1919 – und der damit einhergehenden Niederlegung der Festungswerke in und um Mainz – endete die militärische Geschichte der Mainzer Zitadelle, die mit ihrer Größe von etwa 340 mal 320 Metern zu den wichtigsten Großfestungsanlagen in Rheinland-Pfalz zählt. In den Vorkriegsjahren von 1933 bis einschließlich 1936 war hier die Rhein-Mainische Stätte für Erziehung, eine überregionale Fortbildungsstätte zur nationalsozialistischen Ideologisierung von Lehrern und Schülern, untergebracht. Während des Zweiten Weltkrieges suchten Teile der Mainzer Bevölkerung in den unterirdischen Gängen der Bastion Drusus, die zu Luftschutzräumen ausgebaut worden waren, Schutz vor den Bombenangriffen.

## Die Zitadelle heute
Nach dem Zweiten Weltkrieg beschlagnahmte die französische Besatzungsmacht die Anlage (bis 1955). In den 1960er Jahren befand sich in der Zitadelle die Kaufmännische Berufsschule der Stadt Mainz bis zu deren Umzug in den Neubau auf dem Hartenberg. Heute gehört die Zitadelle der Stadt Mainz und beherbergt zahlreiche städtische Ämter. Die Mainzer Zitadelle steht bereits seit 1907 unter Denkmalschutz. Der Graben im südlichen Teil der Zitadelle steht seit Mitte der 80er Jahre als „anthropogenes Biotop“ von „bundesweiter Bedeutung“ unter Landschaftsschutz. Im Bau D vor dem Drususstein ist heute das Stadthistorische Museum untergebracht.
Die Zitadelle und ihre Umgebung dokumentiert die Mainzer Stadtgeschichte auf kleinstem Raum: angefangen von dem römischen Ehrenmal Drususstein über die Kasernenbauten der Bundesfestungszeit im 19. Jahrhundert bis hin zu den Luftschutzräumen des Zweiten Weltkrieges.
Seit 1975 findet auf der Zitadelle alljährlich über Pfingsten das OpenOhr Festival statt, ein thematisch orientiertes Jugendkulturfestival mit Gesprächsforen und Workshops, Kabarett und Livekonzerten.
Im Oktober 2015 erhielt der Mainzer Zitadelle die Haager Plakette der UNESCO, welche das Bauwerk als geschützt kennzeichnet. Im Falle einer Beschädigung durch bewaffnete Kriegshandlungen würde der Internationale Gerichtshof hier die Strafverfolgung übernehmen, sollte die deutsche Regierung dazu nicht mehr in der Lage sein.